# Selig Polyscope
La Selig Polyscope Company fu una casa cinematografica statunitense fondata da William Nicholas Selig nel 1896 a Chicago. Fu la prima compagnia di produzione ad aprire nella California del Sud (nello storico distretto di Edendale di Los Angeles) studi permanenti per le riprese dei film.
Nata come casa di produzione, diversificò fin dall'inizio la sua attività, costituendosi anche come casa di distribuzione, attività che proseguì fino al 1910. Distribuì i primi film di Tom Mix, Harold Lloyd, Colleen Moore e Roscoe "Fatty" Arbuckle.
L'azienda gradualmente si trasformò in un parco di attrazioni con un famoso zoo a East Los Angeles, finendo la sua attività di produzione nel 1918.

## Storia
William Nicholas Selig aveva lavorato nel mondo dello spettacolo sulla costa orientale, in California, anche come mago. A Chicago, tentò di entrare nel mondo del cinema utilizzando la propria attrezzatura fotografica, libero dalle restrizioni imposte dal monopolio controllato da Edison che operava principalmente a New York.

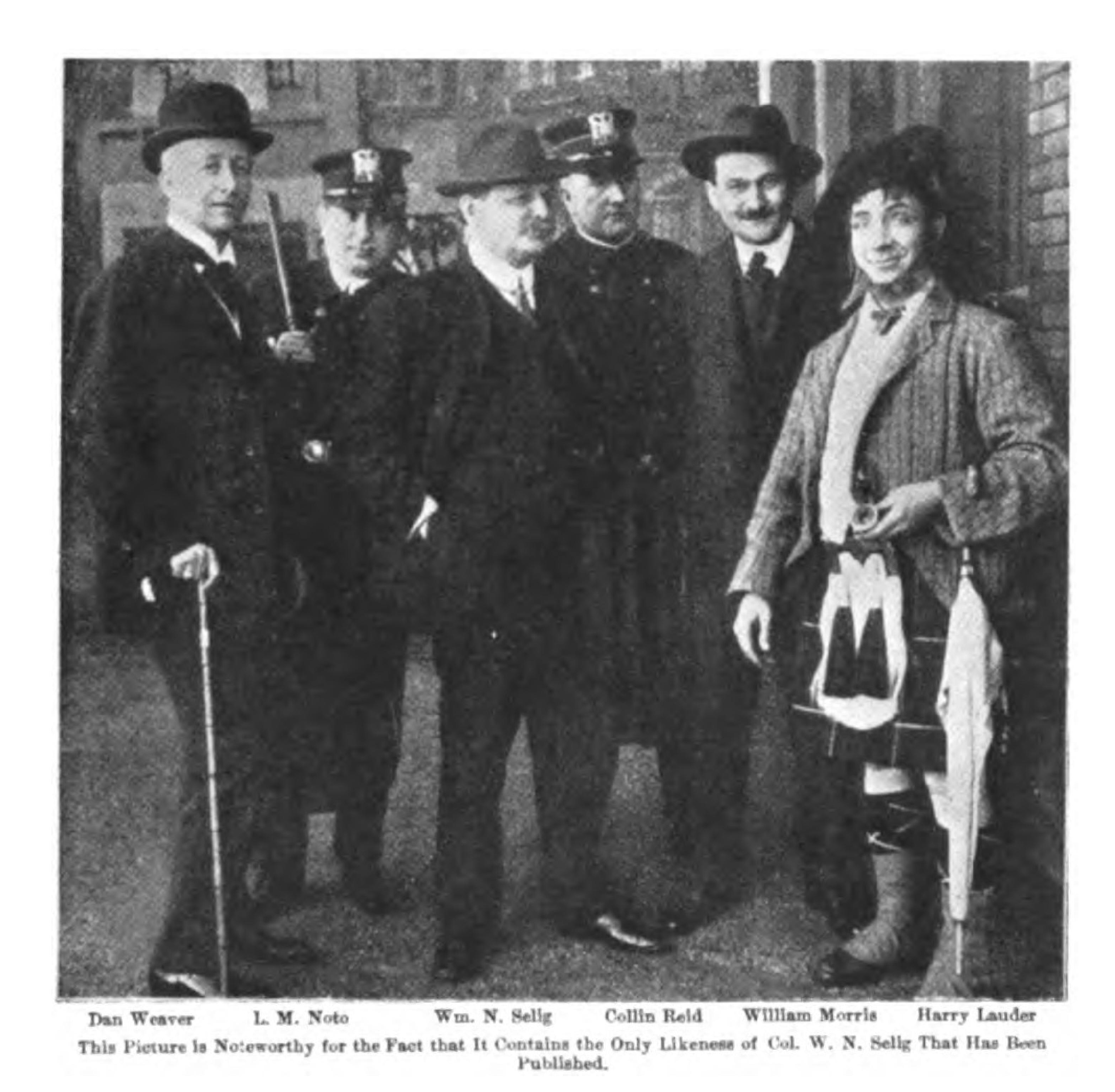
Dan Weaver, I.M. Noto, W.N. Selig, Collin Reid, William Morris, Harry Lauder (1914)

Nel 1896, con l'aiuto dell'Union Metal Work e di Andrew Schustek, Selig girò il suo primo film, Tramp and the Dog. Continuò nella sua attività, producendo filmati di attualità, farse, diari di viaggio e film industriali (uno dei clienti più importanti era l'Armour and Company).
Nel 1908, la Selig fu coinvolta nella produzione di The Fairylogue and Radio-Plays, un tentativo "multimediale" per portare a un pubblico più vasto i libri di L. Frank Baum, l'autore de Il mago di Oz. L'operazione, portata avanti in prima persona dallo stesso scrittore, riscosse un grande successo di pubblico. Ma per Baum si rivelò un disastro finanziario a causa delle grosse spese sostenute nel mettere in scena lo spettacolo teatrale che accompagnava le proiezioni del film.
L'anno dopo, nel 1909, Selig ebbe l'idea di spostare la produzione dei suoi cortometraggi nel quartiere di Edendale, a Los Angeles. Nello stesso anno, come casa di distribuzione, la Selig fece uscire nelle sale Ben's Kid il primo film di Roscoe Arbuckle. La compagnia si scontrò, nei suoi primi anni, contro il monopolio di Edison e venne presa di mira dagli avvocati della MPPC. Il monopolio sarà in seguito dichiarato illegale dalla Corte Suprema.
Nel 1910, la Selig Polyscope produsse una versione completamente nuova de The Wonderful Wizard of Oz. Produsse anche il suo primo film a due rulli, Damon and Pythias; distribuì i suoi film nel Regno Unito e aprì un ufficio a Londra che rimase aperto fino allo scoppio della prima guerra mondiale.
Benché la Selig abbia prodotto ogni genere di film, la società è conosciuta soprattutto per i cortometraggi naturistici sul mondo degli animali selvaggi, per i film storici e per i primi western.

## Edendale
Attirato dal clima della California del sud, dalla varietà dei suoi paesaggi che offrono ogni possibilità di scenari per le riprese in esterni e dalla lontananza dei rappresentanti legali di Edison, William Selig apre, insieme al regista Francis Boggs, uno studio cinematografico a Elendale. I due iniziano con un bungalow preso in affitto, poi l'attività si espande e la compagnia si stabilisce definitivamente nella zona prospiciente la Missione di San Gabriel. La prima produzione è The Count of Monte Cristo.
Presto Edendale diventa il quartier generale della Selig. Ma, nel 1911, la compagnia subisce una battuta d'arresto: il 27 ottobre Boggs muore, ucciso da un giardiniere giapponese che ferisce anche Selig.
A Edendale, la società ha prodotto centinaia di cortometraggi. Moltissimi western con Tom Mix, che vengono girati anche a Las Vegas, nel Nuovo Messico. Incontrano grande successo i suoi corti sugli animali selvaggi con ambientazioni esotiche, tra cui la ricostruzione di un safari africano di Teddy Roosevelt.

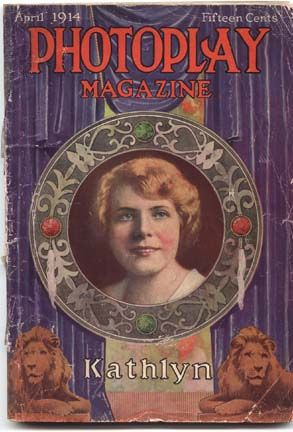
Kathlyn Williams su Photoplay (1914)

## Cliffhanger
Nel 1913, con la fattiva collaborazione del Chicago Tribune, Selig mette in cantiere la produzione del serial The Adventures of Kathlyn, introducendo nella storia un elemento di suspense alla fine di ogni episodio. Il suo inserimento, provoca curiosità nello spettatore, indotto a seguire la puntata successiva per vedere come andrà a finire. L'espediente narrativo prenderà il nome di cliffhanger. Il serial ha un grande successo, veicolato anche dalle puntate che appaiono pubblicate contemporaneamente sul Chicago Tribune, tanto che la Selig produce nel 1916, The Adventures of Kathlyn, un film che usa lo stesso cast e l'identico soggetto. Il mix di ambienti esotici, di un buon soggetto avventuroso e la presenza di Kathlyn Williams, la bionda protagonista, piacciono agli spettatori che ne decretano il successo chiamando con il suo nome un ballo e un cocktail. L'azienda incrementa le entrate del dieci per cento e riesce a vendere oltre 50 000 cartoline che pubblicizzano il film.

## Lo zoo
Nel 1913, la Selig ha a sua disposizione una grande collezione di animali che usa nelle riprese dei suoi film. Avendo acquistato a Lincoln Heights, una zona a nord-est di Los Angeles, 32 acri di terreno (corrispondenti a 130000 m²), per rientrare delle spese apre al pubblico il suo zoo.
Nel 1917, gli stabilimenti di Edendale vengono venduti al produttore William Fox e Selig si trasferisce allo zoo. La guerra provoca la crisi della società: la succursale europea, i cui uffici si trovano a Londra, subisce un tracollo e cambiando i gusti del pubblico, che si incanalano ormai verso il lungometraggio a discapito dei corti, acuiscono i problemi della compagnia che non riesce a competere finanziariamente con le nuove tendenze del mercato.
La Selig Polyscope diventa insolvente e cessa la sua attività nel 1918. Tom Mix, già stella della Selig, torna a Edendale firmando un contratto con Fox raggiungendo così, con la nuova casa, una fama ancora maggiore. Il più noto cowboy dello schermo diventa un idolo dei matinée. Selig, da parte sua,  affitta gli animali ospitati nello zoo alle altre case di produzione per i loro film e trasforma il giardino zoologico in set per film ambientati in Africa (talvolta spacciati come veri set africani). Il primo film di Tarzan viene girato in questo modo.
Nel 1920, Louis B. Mayer affitta lì i suoi primi locali per la Mayer Pictures. Selig ne pianifica lo sviluppo in un'attrazione turistica, con parchi di divertimento e alberghi a basso costo chiamandolo Selig Zoo Park. Il progetto prevede - trent'anni prima di Disneyland - una ruota panoramica, giostre, giochi, un'enorme piscina con spiaggia di sabbia, hotel, teatro, cinema, ristoranti prevedendo un afflusso di migliaia di visitatori al giorno.
Ma una sola giostra viene costruita. Gli oggetti di scena e gli arredi della Selig Polyscope vengono messi all'asta nel 1923. Lo zoo viene venduto dopo che ha subíto un'inondazione. Alcuni degli animali sono donati alla contea di Los Angeles, una consistente aggiunta al Griffith Park Zoo. La struttura viene utilizzata per gare sportive fino a essere definito, nel 1955, come "un parco di divertimenti inattivo".

## Attori
Attori che lavorarono alla Selig:

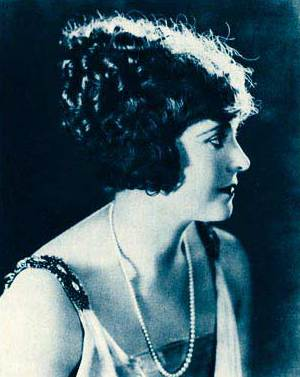
Myrtle Stedman
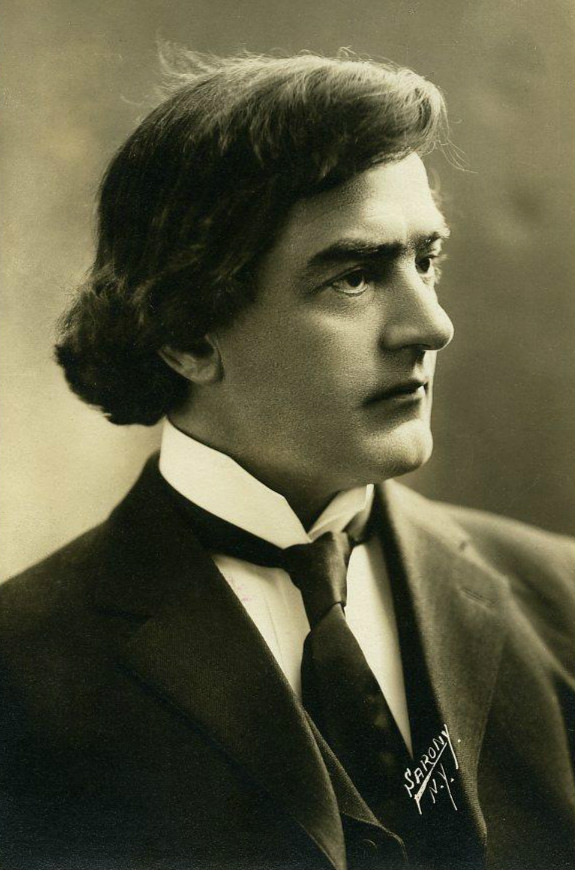
Tyrone Power, Sr. (1915)
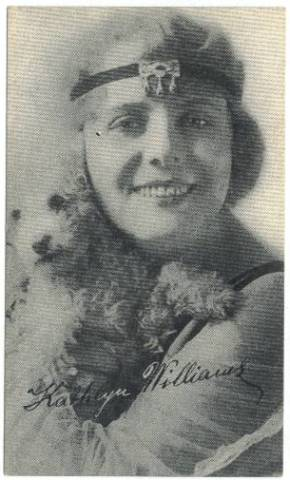
Kathlyn Williams
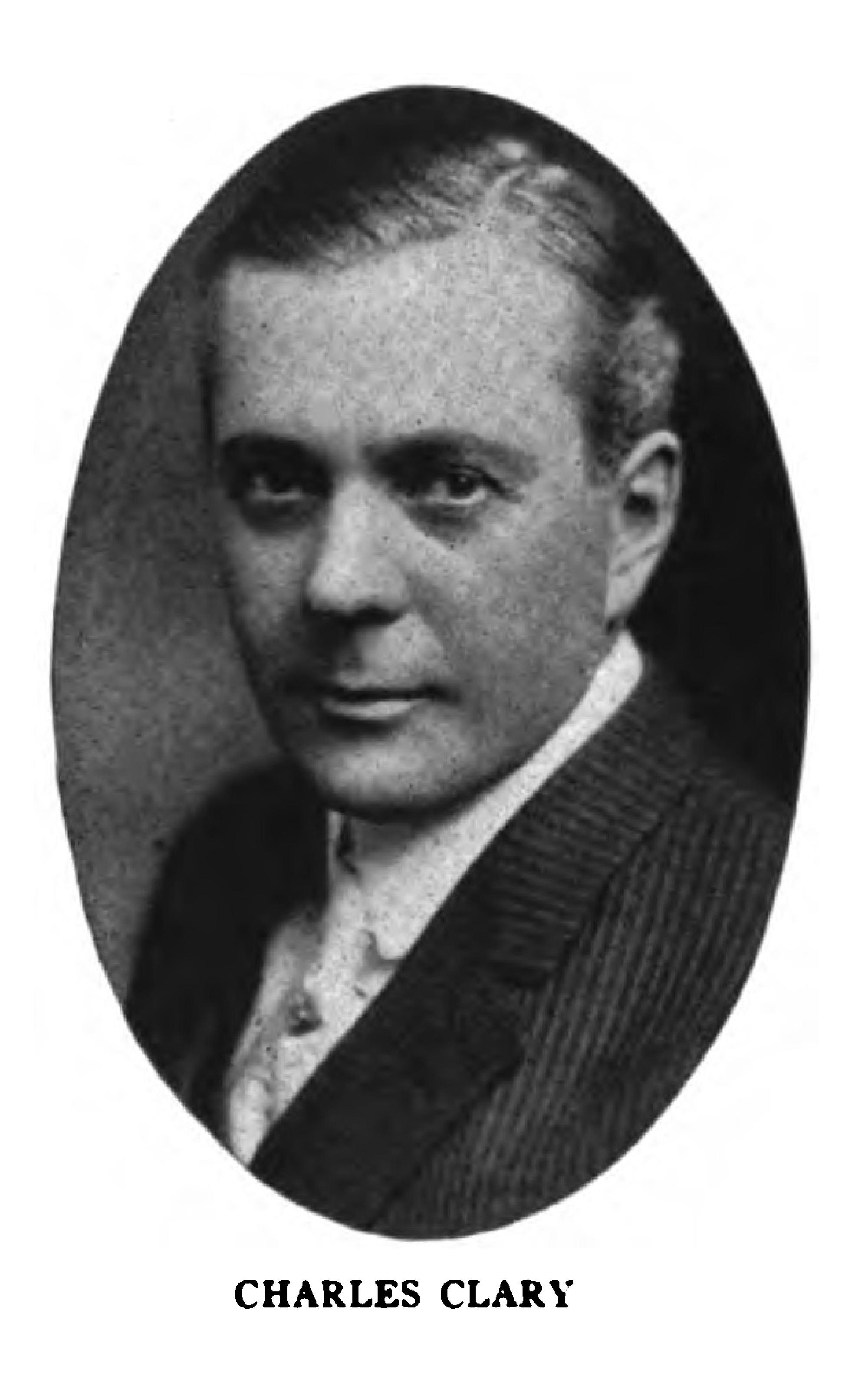
Charles Clary
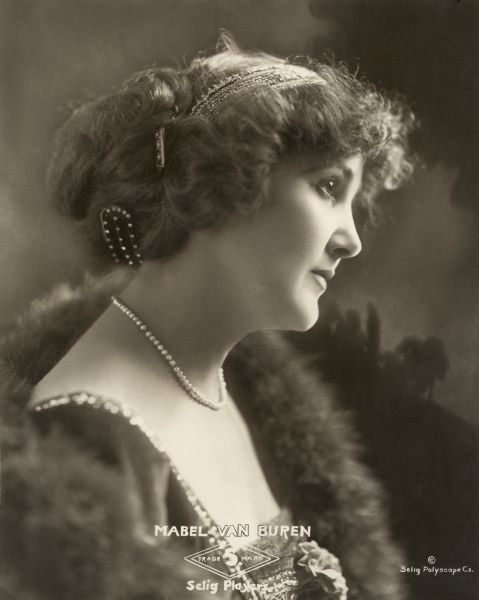
Mabel Van Buren (1913)
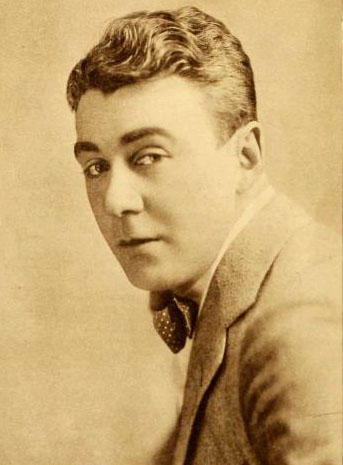
Tom Moore
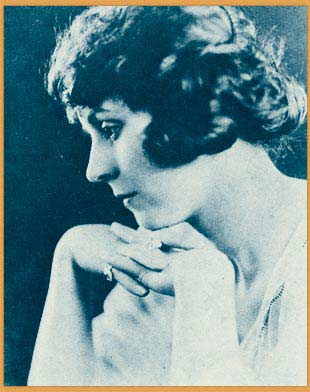
Edith Johnson
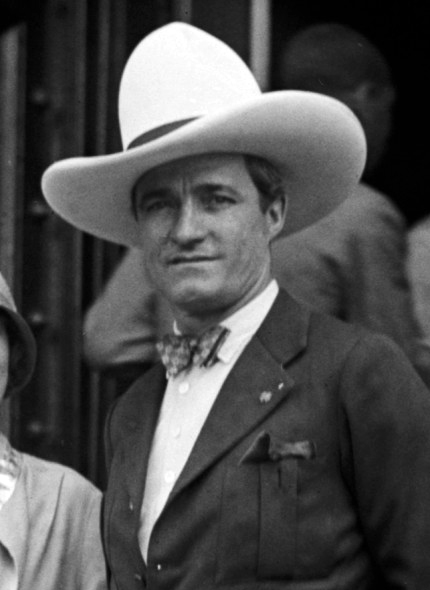
Tom Mix
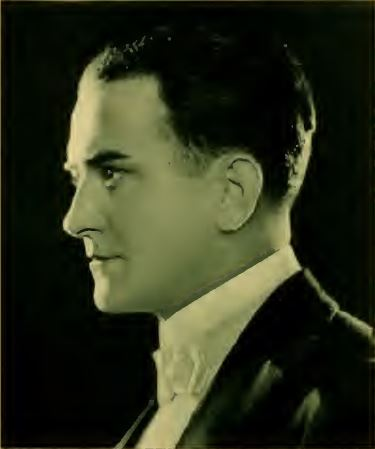
Wheeler Oakman (1921)